# Linophryne andersoni
Linophryne andersoni är en fiskart som beskrevs av Gon 1992. Linophryne andersoni ingår i släktet Linophryne och familjen Linophrynidae. Inga underarter finns listade i Catalogue of Life.